# Pelochrista tornimaculana
Pelochrista tornimaculana es una especie de polilla perteneciente al género Pelochrista, categorizada en la tribu Eucosmini, de la subfamilia Olethreutinae.

## Distribución
Se distribuye por Marruecos.

## Taxonomía
Fue descrita por Zerny en 1935 y publicada por primera vez en Mm. Soc. Sci. Nat. Maroc 42: 133.